# Xã Westerville, Quận Custer, Nebraska
Xã Westerville (tiếng Anh: Westerville Township) là một xã thuộc quận Custer, tiểu bang Nebraska, Hoa Kỳ. Năm 2010, dân số của xã này là 152 người.